# Catedral (banda)
Catedral é uma banda brasileira de rock, formada em Nilópolis, Rio de Janeiro em 1988, conhecida por abordar nas letras de suas canções uma mensagem cristã positiva e popular, somada a temas como amor e política.
Foi a banda de rock cristão mais notável no Brasil da década de 1990, despontando no cenário religioso junto a outros grupos como Rebanhão, Oficina G3 , Novo Som, Fruto Sagrado, Resgate , Livre Arbítrio, Sinal de Alerta , Kadoshi e  Katsbarnea decisão do grupo à não se limitar à música cristã fez com que esta deixasse a gravadora MK Music e fechasse um contrato com a Warner Music Brasil, em 1999. Entretanto, parte de seu público cristão continuou a ser fiel ao grupo, fazendo com que este fosse indicado e vencedor em vários anos no Troféu Talento, uma votação popular. Mesmo assim, a banda se sentiu constrangida por ter ganhado o prêmio. A banda também se destacou na mídia por seu vocalista Kim ter um timbre de voz parecido com a voz de Renato Russo da banda Legião Urbana. Apesar da banda negar qualquer vinculo com a Legião Urbana a comparação foi inevitável perante a crítica.
A história da banda sempre foi cercada de êxitos e polêmicas, destacando-se um boato de uma entrevista da banda dada ao programa do Jô em que o grupo teria negado a Jesus três vezes. Mesmo sendo uma inverdade, a notícia foi considerada verídica por grande parte do público e acabou por prejudicar a imagem do grupo e fazê-lo perder grande parte do público e ter um contrato artístico revogado pela gravadora MK Music. Por conta disso, os membros processaram a gravadora, e venceram na justiça. O conjunto ainda perdeu um de seus integrantes, Cezar que morreu num acidente automobilístico. Em sua contratação com a Line Records em 2003, a banda lançou no ano de 2004 A Resposta de 1 Desejo que alcançou grande notoriedade, recebendo um disco de ouro da ABPD. Em mais de vinte anos, a banda vendeu mais de 3 milhões discos e firmou seu nome no rock nacional.

## História

### Início da banda
A banda foi formada inicialmente pelos irmãos Joaquim Cézar Motta (Kim) (voz, guitarra base e violão), José Cézar Motta (Cezar) (guitarra solo), falecido em 2003 e Júlio Cézar Motta (baixo elétrico), junto com mais dois amigos, Eliaquim Guilherme Morgado (bateria) e Glauco Mozart (tecladista da banda até o terceiro LP, Catedral III). Tiveram sua origem na 1ª Igreja Presbiteriana de Nilópolis, Nilópolis, Rio de Janeiro, tendo sua temática voltada totalmente para o mercado gospel.
Com menos de um ano de formada, e Júlio tendo apenas dezesseis anos, lançaram Você, pela gravadora Pioneira Evangélica, de Guilherme, que alcançou o disco de ouro e ao longo dos anos vendeu muito bem, mostrando o potencial da banda. Em 1989, lançaram Aos Ouvidos dos Sensíveis de Coração, pela gravadora Doce Harmonia, mostrando muito mais ousadia em suas letras, demonstrando seu descontentamento com as injustiças do mundo, explícito principalmente na faixa que fecha o trabalho, Mundo vazio. Dois anos após a banda voltou a gravar pela Pioneira Evangélica, e lançou seu terceiro trabalho, Catedral III, que consolidou a banda no meio evangélico. Durante este período o som da banda era bastante influenciado pelos grandes expoentes e precursores do rock cristão brasileiro, como Rebanhão, Êxodos e Sinal de Alerta.[carece de fontes?]
Em 1992, com cinco anos de carreira, o Catedral grava seu primeiro álbum ao vivo. Mesmo sem muita estrutura, a banda consegue novamente uma excelente vendagem, e isso os lança definitivamente como um ícone da música cristã no Brasil, marcando a primeira apresentação da banda em uma grande casa (o tradicional Canecão, no Rio de Janeiro). Este álbum foi intitulado Catedral 5 Anos - Ao Vivo.
O último LP pela Pioneira Evangélica veio em 1993. O duplo Está Consumado. Outro sucesso de vendas, mesmo sendo lançado para o mercado gospel, mostrava a vontade de popularização da banda. Este disco foi considerado, por vários historiadores, músicos e jornalistas, como o 24º maior álbum da música cristã brasileira, em uma publicação de 2015. Em 1994, o Catedral chega à MK Publicitá, para ser um dos principais artistas da maior gravadora de música cristã da época. No mesmo ano a banda lança seu primeiro álbum pela gravadora, sendo o sexto na carreira. Contra Todo Mal foi um verdadeiro divisor de águas, mostrando um lado maduro e profissional da banda nunca antes visto e mostra mais uma vez o lado político e crítico da banda, com algumas canções trazendo letras fortes e reflexivas, voltadas ao social, como "Rio de Janeiro a Dezembro", que demonstra a indignação da banda com a violência na Cidade Maravilhosa, ou então a música "Sempre comigo", que chegou a fazer parte da coletânea da MK Publicitá, Louvor de Todos Nós, em que a banda mostra um estilo de música mais tradicional do meio musical cristão.[carece de fontes?]
Em 1995 a banda lançou seu primeiro grande sucesso pela MK, O Sentido, mostrando seu lado popular, mesmo dentro do mercado gospel (tendo inclusive gravado uma versão de Catedral de Tanita Tikaram). No ano seguinte, a banda realiza um mega show ao lado da cantora Marina de Oliveira na antiga casa de espetáculos Metropólitan ainda em divulgação do álbum O Sentido e já anunciando o disco que viria ainda naquele ano, o CD Eterno (que por sinal também com estrondoso sucesso), que seguiu com músicas românticas, sem deixar de mostrar o lado rock da banda. Este ano também foi marcado nascimento da primeira filha de Kim, chamada Karen.[carece de fontes?]
Em 1997, a banda lançou seu segundo álbum ao vivo, Catedral 10 Anos - Ao Vivo, desta vez com muito mais estrutura. A obra conta com um momento acústico e outro elétrico, e foi gravado no Imperator, outra grande casa de shows do Rio de Janeiro e conta com a participação dos músicos convidados, Samuel Lima (Sax) e Marcelo Macarrão (Violão).
Já em 1998 a banda lança o álbum Catedral en Español, voltado para o mercado latino, com grande sucesso nas rádios da América do Sul, principalmente na Argentina. Ainda em 1998 o Catedral encerra sua marcante presença na MK Publicitá e no mercado evangélico com o álbum A Revolução, o mais popular da banda dentro do mercado gospel. Assim, o grupo sai no mercado gospel com mais de 2 milhões de discos vendidos e como a principal banda de rock cristão do Brasil na época.[carece de fontes?]

### Abertura para o mercado secular
Em 1999 a banda retira o rótulo "gospel" de sua música e assina contrato com a multinacional Warner Music. Esta atitude provocou polêmica entre os fãs, que questionavam o motivo de a banda ter abandonado a música cristã. Nesse mesmo ano a banda lança seu primeiro trabalho dentro do âmbito  da música secular, o álbum Para Todo Mundo, nome bastante sugestivo para o momento que a banda vivia. Com o disco, a Catedral começa a escrever seu nome dentro do mercado popular, lançando dois videoclipes na MTV Brasil, sendo que ambos chegaram ao topo do Disk MTV.[carece de fontes?]
Em 2001 o Catedral lançou um outro grande sucesso de vendas, Mais do que Imaginei, e emplacou um de seus maiores hits, Eu amo mais você, videoclipe que deu a banda suas primeiras indicações ao VMB da MTV como Banda Revelação, e na principal categoria da premiação, a Escolha da Audiência, que conta com os videoclipes mais votados do ano.[carece de fontes?]
No começo de 2003 a banda lançou seu terceiro e último trabalho pela Warner Music Brasil, 15º Andar, produzido por Carlos Trilha, mostrando o amadurecimento da banda, mesclando o rock com as baladas românticas. A obra rendeu ao Catedral mais dois videoclipes na MTV (Tchau e Um minuto), esse último mostrando mais uma vez o lado social da banda, pois o videoclipe traz como tema principal as crianças desaparecidas em nosso país. O CD, embora considerado um dos melhores por boa parte dos fãs do Catedral, foi pouco divulgado pela Warner. Foi também o último disco do grupo na gravadora. O grupo encerra sua passagem na multinacional com mais de 360 mil discos vendidos , incluindo os álbuns e coletâneas lançadas durante os anos.
22 de julho de 2003 ficou marcado pelo dia no qual, em um acidente de carro na Linha Vermelha, Rio de Janeiro, morreu o guitarrista José Cézar Motta aos 33 anos, deixando a mulher Alessandra e dois filhos, Jéssica e Alex, além de milhares de fãs. Uma roda se desprendeu de um carro, chocando-se contra Cézar. Foi o momento mais difícil para a banda, havendo dúvida se haveria forças para continuar. Posteriormente, o Catedral voltou à ativa em meados de 2003 para lançar Acima do Nível do Mar - 15 Anos, o terceiro disco ao vivo do grupo e primeiro DVD, com uma homenagem a Cézar Motta explícita na canção A tempestade e o sol. Este trabalho ficou marcado também como a volta da banda a uma gravadora cristã.[carece de fontes?]
As homenagens a Cézar continuaram com o lançamento do álbum A Resposta de 1 Desejo, produzido por Carlos Trilha, pela New Music, que foi gravado pelo músico, tendo sido lançado em meio a muitas expectativas.
Em 2005, a banda idealiza um outro projeto, resgatando grandes sucessos com o álbum Atemporal, produzido por Carlos Trilha, da marcante passagem do grupo pelo mercado gospel, contando ainda com quatro músicas inéditas. O disco não teve o resultado esperado por muitos, devido a pouca divulgação da gravadora, mas mesmo assim já chegou a mais de 40 mil cópias, resultado mais do que suficiente para uma coletânea nos dias atuais.[carece de fontes?]
No início de 2006, a banda anuncia sua saída da New Music. Essa notícia trouxe um pouco de ansiedade aos fãs, pois poucos sabiam para onde iria a banda agora, já que havia sido anunciado para Novembro deste ano um novo CD. Algumas gravadoras se interessaram, porém, a banda voltou atrás e adiou o lançamento do novo CD para março de 2007.[carece de fontes?]
O novo disco, intitulado Enquanto o Sol Brilhar causou certa polêmica desde o lançamento, pela capa, que desagradou a uma pequena parte dos fãs, e pela influência da música popular brasileira, causando forte impacto na audição dos fãs.  Porém, segundo pesquisa no blog oficial do vocalista Kim, o disco alcançou aprovação de mais de 90%, sendo considerado um dos três melhores CDs da época pop/rock do trio carioca.[carece de fontes?]
No dia 16 de Janeiro de 2008, Kim anuncia, em seu blog, a criação de sua própria gravadora, a Carroussel Music. Criada junto com o baixista Júlio, a Carrousel Music, segundo o vocalista, poderá lançar até três trabalhos extra-carreira da banda, além dos discos da carreira solo do vocalista e outros projetos. Kim afirma ainda que a criação do selo da banda era um sonho antigo agora concretizado.
Em 2008 a Banda Catedral lançou pela New Music um trabalho extra denominado The Elvis Music, um álbum tributo a Elvis Presley. Canções do rei são interpretas pela banda com uma nova roupagem e trouxe boa aceitação pelos fãs de Elvis no Brasil todo.[carece de fontes?]
Em 2008 a banda lançou mais um trabalho comemorativo, um projeto composto por dois CDs e DVD intitulado 20 Anos na Estrada, gravado ao vivo no Teatro da Rede Record, em São Paulo, que contou com participações especiais dos cantores Vinny, Luka, Liah e da banda Sinal de Alerta. No final do ano divulgaram a saída da gravadora New Music, por onde gravariam mais um trabalho, lançado este ano.[carece de fontes?]
Em 2010 lançou o álbum de estúdio Pedra Angular, com 12 faixas, sendo 6 músicas inéditas e 6 novos arranjos para antigos sucessos da primeira fase do grupo. Com a proposta de ser uma homenagem aos fãs e um resgate das origens musicais da banda traz um conceito delicado, primoroso e letras eminentemente poéticas. Sendo um trabalho onde Kim e Júlio Cézar assinam a produção artística onde prometeram que a obra traria novidades no meio instrumental. Assim, a banda encerra sua passagem pelo selo Line Records/New Music/Record Music com mais de 900 mil CDs e DVDs vendidos (entre Catedral e Kim) e com hits que até hoje fazem sucesso com o público como ''Quem disse que o Amor pode acabar'', ''Atemporal'', ''Enquanto o Sol brilhar'', '' A Resposta de um desejo'' e entre outros,  e ganhando vários prêmios, como disco de platina (CD Acima do Nível do Mar 15 anos), DVD de ouro (Acima do Nível do Mar 15 anos) e disco de ouro (A Resposta de Um Desejo).[carece de fontes?]
Em 2011 é lançado o disco M.I.M. - Maior Idade Musical, "O álbum azul", em edição especial com número limitado de apenas 3.000 copias, sendo um trabalho totalmente independente e exclusivo para os fãs da banda. Em 2013, a Sony Music assina com a banda e fica responsável pela distribuição do álbum no Brasil.
Ainda em 2012, a canção "Galhos Secos", que foi gravada e lançada no álbum duplo Está Consumado de 1993, torna-se um meme da internet. Sendo o Catedral um dos intérpretes da canção da banda Êxodos, foi lançado então pela banda um single contendo a regravação da faixa.
Em 2013, Catedral lançou um cd + dvd junto com o grupo Novo Som intitulado Mais Que Amigos = Irmãos, através da gravadora Mess Entretenimento.
Em 2014, a banda lança seu primeiro EP intitulado Epílogo, pela Sony Music.
No fim de abril de 2015, a banda assina contrato com a gravadora Mess Entretenimento  e anuncia a gravação do CD e DVD Música Inteligente - 25 Anos.

## Suposto fim da banda e retorno
Em 2015, a banda ingressa também no cast da gravadora Mess Entretenimento para o lançamento de um DVD comemorativo de 25 anos, o qual foi anunciado como uma "despedida" aos fãs, uma vez que o trio estaria encerrando oficialmente suas atividades após esta turnê.
No entanto, em 2017, a banda anuncia um inesperado retorno, juntamente com o lançamento de um álbum inédito, intitulado No Mundo do Extremamente Permitido.

## Integrantes
Atuais
- Joaquim Cézar Motta (Kim) - voz, guitarra base, violão, arranjos e produção
- Júlio Cézar Motta - contrabaixo, arranjos e produção
- Eliaquim Guilherme Morgado (Guilherme Morgado) - bateria, percussão, arranjos

Ex-membros
- Glauco Mozart - teclado (1987–1991)
- José Cézar Motta (Cézar) - guitarra, violão base e solo (1987–2003)

### Músicos convidados
- Ozielzinho - guitarra, violão (2022–atualmente)
- Diego Cézar - guitarra, violão (2008–2022)
- Caique Rocha - teclados (2015–2022)
- Rafael Araujo - teclados (2024–atualmente)
- Eduardo Lissi - guitarra, violão (2003–2008)

## Controvérsias

### Polêmicas comMarcelo Bonfá
Em 2002, o ex-baterista do Legião Urbana, Marcelo Bonfá, deixou de trabalhar com o músico Carlos Trilha porque estava produzindo a banda Catedral. Bonfá disse: "Não queria trabalhar com ele de manhã sabendo que, de tarde, ele estaria produzindo o Catedral. Não conheço muitas músicas dessa banda mas o que ouvi achei pobre, cópia paraguaia mal feita. Não conheço os caras, não posso falar nada da pessoa deles. Mas, como música, só sei que o que fazem é uma porcaria".
Por conta do fato, Kim respondeu:
| “ | Quem é Marcelo Bonfá? Pra mim não é nada. Eu respeitava o Renato Russo, mas para o Bonfá não dou a mínima. Só faço uma pergunta: se eles falam tanto de Legião Urbana, por que não continuaram com o grupo depois da morte do Renato Russo? O Catedral está vivo, o Legião acabou. | ” |

### A relação com oPalavrantiga
Em entrevista à Billboard Brasil, o então vocalista do Palavrantiga, Marcos Almeida, realizou algumas críticas a respeito ao Catedral. Quando perguntado sobre a ligação de sua banda, Aeroilis, Tanlan e Adorelle com a tentativa de atuar no mercado dito "secular", relacionando com o chamado novo movimento, Marcos comentou: "Sobre o Catedral, não compartilhamos de suas intenções – no fundo desconhecidas para todos nós. Aliás, no inicio da caminhada cheguei a enviar um longo e-mail para o Kim, perguntando sobre alguns assuntos que até hoje beiram a lenda urbana, especificamente sobre essa migração da banda para o secular. Não tive resposta. Mas, de qualquer forma, conseguimos ver que  utilizar o pensamento de que  “é preciso deixar o religioso para ir ao secular”- ou como você colocou, “deixar um mercado para ir ao outro”, é reforçar certo maniqueísmo próximo aos formatos partidários de esquerda e direita. Quem toma partido fica partido!".
Meses depois, o vocalista do Catedral, Kim, foi questionado a respeito da citação de Marcos Almeida numa entrevista a um portal cristão.
| “ | Não o conheço pessoalmente, mas já disse a ele mesmo em uma rede social que ele se equivocou brutalmente ao dar declarações nesse sentido nos citando sem conhecer a banda. Na verdade acho até engraçado esse tipo de declaração! Não só a ideia, mas como toda a prática dessa ideologia no mercado brasileiro nasceu com a banda Catedral! E não agora, mas em 1999, ou seja, há 14 anos! Dá pra imaginar uma atitude dessas em 1999/2000? Pois é, coragem é sinônimo de Catedral! Queiram ou não temos história, fatos, resultados que confirmam tudo isso, enquanto muita gente ainda tem que comer muito feijão com arroz em vários sentidos… | ” |

Mais tarde, Marcos Almeida teceu elogios à banda pelo vídeo de esclarecimentos gravado em 2013, e Kim, em outra entrevista disse que "não o conheço pessoalmente, portanto nunca poderia haver um desentendimento real entre as partes. Houve apenas um mal entendido dentro de uma colocação a meu ver feita de forma infeliz, mas já esta superado."

## Discografia
Álbuns de estúdio
- 1988: Você
- 1989: Aos Ouvidos dos Sensíveis de Coração
- 1991: Catedral III
- 1993: Está Consumado
- 1994: Contra Todo Mal
- 1995: O Sentido
- 1996: Eterno
- 1998: Catedral en Español
- 1998: A Revolução
- 1999: Para Todo Mundo
- 2001: Mais do que Imaginei
- 2002: 15º Andar
- 2004: A Resposta de 1 Desejo
- 2006: Atemporal
- 2007: Enquanto o Sol Brilhar
- 2008: The Elvis Music
- 2008: Janelas da Catedral Vol. 2 - Praise
- 2010: Pedra Angular
- 2011: M.I.M. - Maior Idade Musical
- 2018: No Mundo do Extremamente Permitido
- 2021: Viagem pelo Tempo
- 2025: Registrado

Álbuns ao vivo
- 1992: Catedral 5 Anos - Ao Vivo
- 1997: Catedral 10 Anos - Ao Vivo
- 2003: Acima do Nível do Mar - 15 Anos
- 2008: Catedral 20 Anos de Estrada - Ao Vivo
- 2013: Mais que Amigos = Irmãos (com Novo Som)
- 2015: Música Inteligente - 25 Anos
- 2023: Eletroacústica

Singles
- 2017: Sobreviventes
- 2018: O Chefe da Quadrilha
- 2019: Inspiração
- 2019: Dois Abraços
- 2019: Viagem pelo tempo (Labidad Music)
- 2020: Confinamento  (Labidad Music)
- 2020: Uns (Labidad Music)
- 2021: Céu Sem Estrelas [29]
- 2021: Viva a Vida

EPs
- 2014: Epílogo

Compilações
- 1994: Catedral - 16 Grandes Sucessos
- 2004: O Sonho Não Acabou - O Melhor do Catedral
- 2006: Warner 30 Anos - O Melhor do Catedral
- 2006: Catedral - Nova Série
- 2008: Catedral - O Melhor do Início
- 2009: Catedral - Série Ouro
- 2014: As Melhores do Catedral
- 2017: As Dez mais

Álbuns de Vídeo
- 1992: Catedral 5 Anos - Ao Vivo (VHS)
- 1997: Catedral 10 Anos - Ao Vivo (VHS)
- 2003: Acima do Nível do Mar Ao Vivo (DVD)
- 2006: Catedral Video Clips (DVD)
- 2008: Catedral 20 Anos de Estrada Ao Vivo (DVD)
- 2013: Catedral e Novo Som - Mais Que Amigos Irmãos Ao Vivo (DVD)
- 2015: Música Inteligente - 25 Anos (DVD)

<br /